# Contea di Coffee (Tennessee)
La contea di Coffee, in inglese Coffee County, è una contea dello Stato USA del Tennessee. Al censimento del 2000 la popolazione era di 48 014 abitanti. Il suo capoluogo è Manchester.

## Geografia fisica
L'U.S. Census Bureau certifica che l'estensione della contea è di 1125 km², di cui 1111 km² composti da terra e i rimanenti 14 km² composti di acqua.

## Contee confinanti
- Contea di Cannon, Tennessee - nord
- Contea di Warren, Tennessee - nord-est
- Contea di Grundy, Tennessee - est
- Contea di Franklin, Tennessee - sud
- Contea di Moore, Tennessee - sud-ovest
- Contea di Bedford, Tennessee - ovest
- Contea di Rutherford, Tennessee - nord-ovest

## Storia
La Contea di Coffee venne costituita l'8 gennaio 1836.

## Città
- Hillsboro
- Manchester
- Tullahoma